# Бродські
Бродські — єврейська династія купців походженням з міста Броди, відомі цукрозаводчики та меценати в Україні.

## Історія
Засновник династії — Ізраїль Маркович — розпочинав свою діяльність як торгівець. У 60-ті роки XIX століття починає інвестувати накопичений капітал у цукрову промисловість, стає власником та орендарем шести цукрових заводів. Один його син, Лазар, став відомим цукрозаводчиком, а другий, Лев, — великим банківським діячем. У 80-х роках XIX століття родині Бродським належало прямо чи опосередковано (через участь в акціонерних товариствах) дев'ять цукрових заводів, а у 1917 — вже 17. Крім того, вони мали чималу кількість пароплавів, що курсували по Дніпру, продовжували займатися торгівлею, вкладали кошти у розвиток борошномельного, пивоварного, винокурного виробництва, лісо-паперову промисловість. На початку 80-х років їхні капітали обчислювалися в 35—40 мільйонів карбованців. У 1885 році Ізраїлю Бродському за його «корисну роботу» було присвоєно звання комерц-радника. Бродські першими здійснили цукрову інтервенцію на обширні азійські ринки збуту. Жовтневий переворот та Громадянська війна припинили діяльність Бродських в Україні.

## Відомі представники
- Бродський Ізраїль Маркович
- Бродський Лазар Ізраїльович
- Бродський Лев Ізраїльович